# Kadey
La Kadey (aussi orthographié Kadeï) est un département du Cameroun situé dans la région de l'Est et dont le chef-lieu est Batouri. Il tient son nom de la rivière Kadéï.

## Situation
Le département est situé à l'est du pays, il est frontalier de la République centrafricaine.
|            | Lom-et-Djérem   | Nana-Mambéré  |
| Haut-Nyong | Kadey           | Mambéré       |
|            | Boumba-et-Ngoko | Mambéré-Kadéï |

## Organisation territoriale

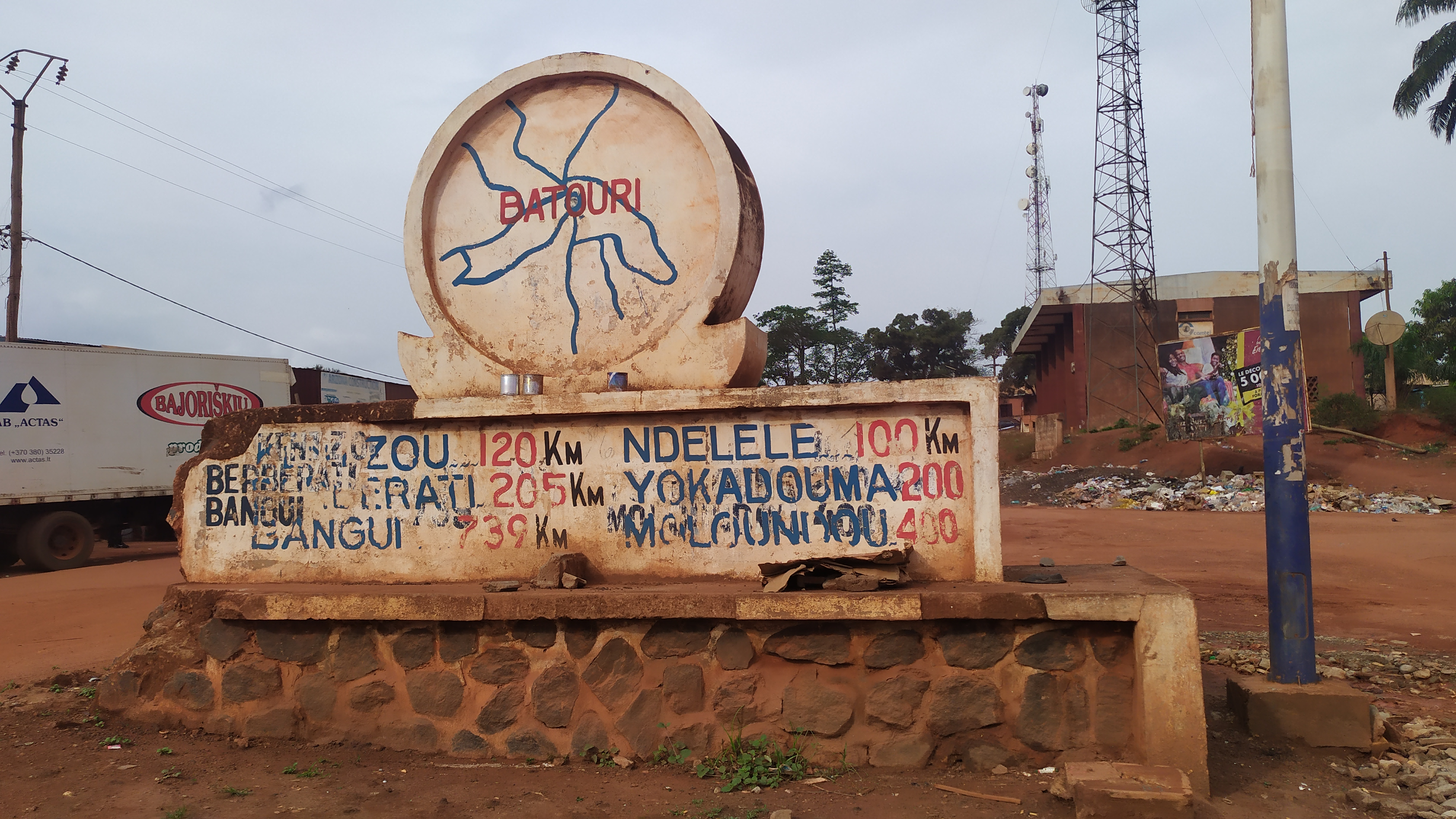
Batouri, chef lieu du département de la Kadey

Le département est découpé en sept arrondissements et/ou communes :
- Batouri ;
- Kentzou ;
- Kette ;
- Mbang ;
- Ndelele ;
- Nguelebok ;
- Ouli.